# Avery Johnson
Avery Johnson (* 25. März 1965 in New Orleans, Louisiana) ist ein US-amerikanischer Basketballtrainer und ehemaliger -spieler. Zuletzt war er Headcoach der Mannschaft der University of Alabama.
Als NBA-Trainer führte Johnson die Dallas Mavericks zu ihrem ersten Finaleinzug der Vereinsgeschichte (2006) und gewann im selben Jahr die Auszeichnung als NBA Coach of the Year. In etwas mehr als drei Jahren bei den Texanern führte er sie zu drei aufeinanderfolgende Spielzeiten mit mehr als 50 Siegen.
In seiner Zeit als Spieler gewann Johnson mit den San Antonio Spurs 1999 die NBA-Meisterschaft.

## Spielerkarriere
Während seiner Zeit als Spieler wurde Johnson aufgrund seiner Größe und seinen Führungsqualitäten als Point Guard (Floor General) auch „Little General“ genannt.
Von 1988 bis 2004 spielte er bei den Seattle SuperSonics, Denver Nuggets, Houston Rockets, San Antonio Spurs, Dallas Mavericks und Golden State Warriors, die meiste Zeit davon in San Antonio. In der Saison 1997/98 wurde Johnson mit dem NBA Sportsmanship Award ausgezeichnet.
Sein größter Erfolg als Spieler war der Gewinn der NBA-Meisterschaft 1999 mit den Spurs an der Seite von Tim Duncan und David Robinson. Im entscheidenden fünften Spiel traf Johnson den Korb zum Sieg und entschied damit die Serie zu Gunsten der Spurs.
Am 22. Dezember 2007 wurde Johnsons Rückennummer 6 von den Spurs ehrenhalber zurückgezogen und wird seitdem nicht mehr an andere Spieler vergeben. Im Februar 2009 wurde er zusätzlich in die San Antonio Sports Hall of Fame aufgenommen.

### Laufbahn
Johnson, der 1988 an der Southern University einen Hochschulabschluss im Fach Psychologie erlangte, wurde im Anschluss an seine Studentenzeit im Draftverfahren des Jahres 1988 von keinem NBA-Verein ausgewählt und spielte zunächst in der United States Basketball League (USBL) bei den Palm Beach Stingrays. Im August 1988 unterzeichnete er einen Vertrag als Free Agent bei den Seattle SuperSonics und spielte dort etwa zwei Jahre.
Im Oktober 1990 wurde Johnson von den Sonics im Austausch für einen Zweitrunden-Draft-Pick an die Denver Nuggets abgegeben, die ihn jedoch zwei Monate später, im Dezember desselben Jahres, wieder entließen.
Im Januar 1991 erhielt er erneut einen Vertrag in der NBA, diesmal von den San Antonio Spurs. Dort spielte er bis Dezember 1991 und unterschrieb im Anschluss darauf, im Januar 1992, den ersten von zwei aufeinanderfolgen Zehntagesverträgen bei den Houston Rockets. Dieser wurde später in einen Vertrag bis Saisonende umgewandelt.
Im November 1992 kehrte er nach San Antonio zurück und spielte bei den Texanern bis zum Ablauf der Saison 1992/93. Im Oktober 1993 wurde er von den Golden State Warriors unter Vertrag genommen, konnte sich aber nicht durchsetzen und ging im Juli 1994 ein drittes Mal zu den Spurs. Es gelang ihm dieses Mal, langfristig Fuß zu fassen und er verbrachte sieben Spielzeiten in San Antonio.
Zur Saison 2000/01 unterzeichnete er ein Arbeitspapier bei den Denver Nuggets. Im Februar 2002 transferierten ihn diese mit einigen anderen Spielern zu den Dallas Mavericks. Im August 2003 gaben ihn die Texaner an die Golden State Warriors ab – Johnsons zweite Station in Oakland.
Zum Abschluss einer Spielerkarriere kehrte er am 30. September 2004 als Free Agent zu den Mavericks zurück, gab jedoch am 28. Oktober 2004 seinen Rücktritt als Basketballspieler bekannt.

### Statistiken
Johnson erzielte in 1054 NBA-Spielen (ohne Play-offs) im Schnitt 8,4 Punkte, 5,5 Assists, 1,7 Rebounds und 0,96 Steals in 25,3 Minuten pro Spiel. In 90 Play-off-Spielen erzielte er durchschnittlich 10,5 Punkte, 6,2 Assists, 2,1 Rebounds und 1,13 Steals in 31,2 Minuten pro Spiel. Mit 5846 Korbvorlagen belegte er in der ewigen Bestenliste der NBA zeitweise einen Platz unter den ersten 30.
Er war erst der fünfte Spieler in der NBA-Geschichte, der seinen Punktedurchschnitt in jeder seiner ersten sieben Saisons steigerte (1994/95 erzielte er durchschnittlich 13,4 Punkte). Im April 1995 erzielte er seine persönliche NBA-Karrierebestleistung von 29 Punkten gegen die Denver Nuggets. Außerdem verbuchte Johnson in zwei NBA-Spielen 20 Assists.

## Trainerkarriere
Nach seinem Rücktritt als Spieler 2004 war Johnson Assistenztrainer bei den Dallas Mavericks. Im März 2005 folgte er dem aus gesundheitlichen Gründen zurückgetretenen Don Nelson als Cheftrainer der Mavericks. Von 18 Saisonspielen gewannen die Texanern unter Johnson 16, womit er eines der erfolgreichsten Trainerdebüts der NBA-Geschichte gab. Johnson erreichte seinen 50. Sieg und seinen 100. Sieg als Trainer in der NBA schneller als alle vor ihm. Dabei übertraf er den legendären Red Auerbach.
Nach einer Bilanz von 60:22-Siegen wurde Johnson im Anschluss an die Saison 2005/06 zum Coach of the Year 2006 ernannt. Während der Spielzeit führte er die Dallas Mavericks in die NBA-Finalserie, dort unterlag seine Mannschaft allerdings in der Best-of-Seven-Serie den Miami Heat mit 2:4.

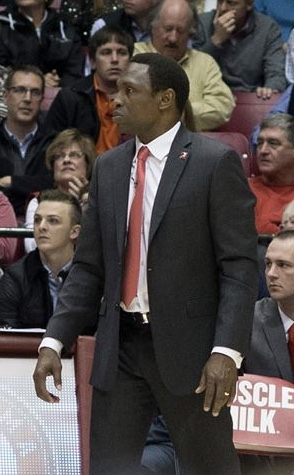
Johnson als Trainer der University of Alabama (2016)

In der Saison 2006/07 sorgte Johnson mit den Mavericks für eine Neuheit in der NBA-Geschichte ist. Er führte Dallas während einer Saison zu drei Serien von jeweils mindestens zwölf Siegen in Folge: 12 Siege (9. November bis 1. Dezember), 13 Siege (13. Dezember bis 5. Januar) und einer Siegesserie (und gleichzeitig ein Vereinsrekord für eine solche Serie) von 17 Spielen (27. Januar bis 12. März).
Im November 2007 gegen die Memphis Grizzlies führte er die Mavericks zu seinem 150. Sieg als Trainer. Diesen erreichte er in seinem 191. Spiel und übertraf damit Hall of Famer Phil Jackson, der für seinen 150. Sieg 203 Spiele benötigte.
Nach Johnson mit seiner Mannschaft in zwei aufeinander folgenden Spieljahren in der ersten Play-off-Runde ausgeschieden war, wurde er im April 2008 von den Dallas Mavericks entlassen.
In der Saison 2010/11 trainierte er die New Jersey Nets. Zur Saison 2012/13 zogen die Nets nach Brooklyn um und wurden in Brooklyn Nets umbenannt. Nach einem guten Start in die Saison wurde Johnson nach einer Reihe von Niederlagen im Dezember 2012 entlassen.
Johnson arbeitete im Anschluss eine Zeit lang als Experte für den US-Sportsender ESPN.
Im April 2015 wurde Johnson in der Collegeliga NCAA Cheftrainer des Alabama Crimson Tide, die Mannschaft der University of Alabama. Im August 2017 erhielt er eine Vertragsverlängerung bis 2023. Seine Amtszeit ging jedoch schon Ende März 2019 zu Ende, als er sich mit der Hochschule auf die Trennung einigte. Unter Johnson gewann Alabama 75 Spiele und verlor 62. In der Folge arbeitete er wieder bei Basketballübertragungen als Kommentator, darunter für CBS Sports und TNT.

## Persönliches
Sein Sohn Avery Johnson Junior spielte Basketball an der Texas A&M University (2014/15) und war danach einer seiner Spieler an der University of Alabama.